# مانسوة أنهوالكية
المَانْسُوةُ الأُنُهْوَالْكِية (الاسم العلمي:Mansoa onohualcoides) هي نوع من النباتات تتبع جنس المانسوة من الفصيلة البنيونية.